# Dominic Adiyiah
Dominic Adiyiah (* 29. November 1989 in Accra) ist ein ghanaischer ehemaliger Fußballspieler.

## Karriere

### Verein
Seine Karriere begann Dominic Adiyiah mit Alter von zehn Jahren in der „Feyenoord Academy“, welche sich in Goma Fetteh, Ghana befindet und vom niederländischen Klub Feyenoord Rotterdam gesponsert wurde. Nachdem er sieben Jahre dort verbracht hatte, wechselte er im Januar 2007 zu Heart of Lions, wo er sein Profidebüt in der Ghana Premier League feierte und am Ende der Saison 2007/08 zum besten Newcomer der Saison gewählt wurde und war mit 13 Saisontreffern zweitbester Torjäger der Liga.
Im August 2008 wagte Adiyiah den Wechsel nach Europa, zum norwegischen Verein Fredrikstad FK für eine Ablösesumme zwischen 100.000 und 125.000 Pfund Sterling. Für Fredrikstad bestritt er am 30. August sein Debütspiel beim 0:0-Unentschieden gegen Aalesunds FK. Während der Saison 2008 kam er zu vier Ligaeinsätzen, allerdings zu keinem Treffer. Seine Mannschaft beendete die Saison als Vizemeister. In der Saisonvorbereitung 2009 traf er in zwei Freundschaftsspielen, doch in der Liga lief es wiederum enttäuschend. Genauso wie in der Saison 2008 absolvierte er nur vier Spiele und traf kein einziges Mal. Allerdings bestritt er sein UEFA-Europa-League-Debüt, als er im Rückspiel gegen Lech Posen von Beginn an spielte und in der 83. Minute durch Michael Trulsen ersetzt wurde.
Nachdem er im Herbst 2009 bei der Junioren-Fußballweltmeisterschaft 2009 als Torschützenkönig und bester Spieler des Turniers glänzte, wurde der italienische Topklub AC Mailand auf ihn aufmerksam. Die Spekulation verdichteten sich, als Fredrikstad meldete, ein Angebot für Adiyiah in Höhe von 500.000 Euro von einem europäischen Topklub erhalten zu haben. Dieses Gerücht wurde am 1. November vom Milan-Geschäftsführer Adriano Galliani bestätigt, sechs Tage später unterschrieb Adiyiah einen Vertrag beim AC Mailand, nachdem er den Medizincheck bestanden hatte. Am 2. Januar 2010 wurde der Wechsel offiziell vollzogen, allerdings war Adiyiah noch nicht in der Lage zu spielen, da er sich noch bei der Fußball-Afrikameisterschaft befand. Nach seiner Rückkehr einen Monat später, sicherte er sich eine bis dahin noch fehlende Arbeitserlaubnis in Italien und wurde dadurch endgültig spielberechtigt. Doch in der Saison 2009/10 kam er zu keinem einzigen Ligaeinsatz für die „Rossoneri“.
Im Juli 2010 wurde er für die Hinrunde an die Serie-B-Mannschaft Reggina Calcio verliehen. Dort absolvierte er insgesamt 13 Ligaeinsätze und erzielte beim 1:0-Heimsieg über US Grosseto seinen einzigen Treffer für Reggina in der Serie B. Daneben war er auch in der Coppa Italia erfolgreich und traf beim 4:2-Sieg nach Verlängerung gegen Frosinone Calcio.
Nach Ablauf der Leihfrist wurde er noch im selben Monat wieder verliehen, dieses Mal führte die Reise nach Serbien zum FK Partizan Belgrad. Bei Partizan spielte er mit seinem Nationalmannschaftskollegen Prince Tagoe zusammen. Doch diese Leihstation war für ihn nicht zufriedenstellend, er kam in einem halben Jahr nur zu sechs Ligaeinsätzen und blieb ohne Torerfolg, als Partizan das Double aus Meisterschaft und Pokal gewann.
Zur Saison 2011/12 wurde er an den türkischen Zweitligisten Karşıyaka SK verliehen. Nach nur einer halben Saison wurde Adiyiah an den ukrainischen Erstligisten Arsenal Kiew verliehen und erreichte mit dem Verein die 3. Qualifikationsrunde für die Europa League. Im Sommer 2012 verpflichtete Kiew den Ghanaer fest. Er avancierte zunächst zum Stammspieler. Zum Jahresende 2013 verließ er den Verein, ein Wechsel zu Malmö FF nach Schweden scheiterte. Nach einem halben Jahr Vereinslosigkeit unterschrieb Adiyiah schließlich einen Vertrag beim kasachischen Verein FK Atyrau. Bereits ein halbes Jahr später erfolgte der Wechsel nach Thailand zum Erstligisten Nakhon Ratchasima FC. Dort wurde er Stammspieler und erzielte in der Saison 2016 zehn Tore, seine bisher beste Saisonausbeute.
Ende 2018 ging Adiyiah zum damaligen thailändischen Zweitligisten Sisaket FC, nachdem er zuvor erneut mehrere Monate ohne Verein war. Auch dort blieb er nicht lange und wechselte im November 2019 zum Ligarivalen Chiangmai United FC. Mit dem Verein gelang ihm in der Saison 2020/21 der Aufstieg in die erste Liga. Adiyiah war allerdings nur einen Teil der Saison am Erfolg beteiligt, sein Ende 2020 auslaufender Vertrag war nicht verlängert worden.
Der ehemalige ghanaische Fußballspieler Daniel Quaye kritisierte im Dezember 2021 den Fußballverband seines Landes öffentlich. Dieser habe Adiyiah in jungen Jahren nicht stark genug gefördert, sodass dieser sein Talent aus der Zeit in Italien nicht weiterentwickeln konnte.

### Nationalmannschaft
Im Jahr 2008 wurde Adiyiah zum ersten Mal für die ghanaische U-20-Nationalmannschaft, die Black Satellites, nominiert. Er gab am 30. März sein Debüt gegen den Niger. In der Folge gehörte er zum Kader für die U-20-Westafrikameisterschaft im selben Jahr. Im folgenden Jahr gewann er mit der U-20 die U-20-Fußball-Afrikameisterschaft in Ägypten. Auch bei der Junioren-Fußballweltmeisterschaft 2009 war sein Team sehr erfolgreich. Er bestritt sieben Spiele, erzielte dabei acht Tore und gewann das Turnier im Finale gegen Brasilien mit 4:3 nach Elfmeterschießen. Durch seine acht Treffer bekam er den goldenen Schuh als bester Torschütze und die Auszeichnung als bester Spieler des Turniers, die Technische Studien-Gruppe der FIFA lobte seine Eigenschaften als „starker, schneller, mobiler Stürmer, erstklassig auf engem Raum, zweikampfstark, Torjäger“.
Kurz nach dem Triumph bei der U-20-Nationalmannschaft wurde er am 3. November 2009 für das WM-Qualifikationsspiel am 15. November gegen Mali nominiert. Allerdings bekam er in diesem Spiel keine Einsatzchance. Sein A-Länderspieldebüt absolvierte er drei Tage später beim Freundschaftsspiel gegen Angola. Im Januar 2010 gehörte er zum Aufgebot für die Fußball-Afrikameisterschaft 2010. Zwar kam er nur zu zwei Kurzeinsätzen, doch er konnte sich in den beiden Spielen für weitere Länderspieleinsätze empfehlen. Durch weitere überzeugende Leistungen, schaffte er den Sprung in den Kader für die Fußball-Weltmeisterschaft 2010 in Südafrika. Bei der 0:1-Gruppenspielniederlage gegen Deutschland wurde er in den Schlussminuten für André Ayew eingewechselt. Nachdem er im Achtelfinale nicht zum Einsatz gekommen war, wurde er im Viertelfinale gegen Uruguay kurz vor dem Ende der regulären Spielzeit für Sulley Muntari ins Spiel gebracht. Sein Kopfball in der Nachspielzeit der Verlängerung wurde von Uruguays Stürmer Luis Suárez mit der Hand auf der Torlinie weggeschlagen, woraufhin Suárez vom Platz gestellt wurde. Asamoah Gyan schoss den fälligen Elfmeter an die Latte und so verlor Ghana schließlich im Elfmeterschießen mit 2:4. Auch Adiyiah konnte seinen Elfmeter nicht verwandeln.

## Erfolge

### Verein
- Fredrikstad FK
  - Vizemeister Tippeligaen 2008

- FK Partizan Belgrad
  - SuperLiga 2010/11
  - Serbischer Fußballpokal 2010/11

### Nationalmannschaft
- Ghana U20
  - U-20-Westafrikameisterschaft 2009
  - Junioren-Fußballweltmeisterschaft 2009
  - U-20-Fußball-Afrikameisterschaft 2009

- A-Nationalmannschaft
  - Vize der Fußball-Afrikameisterschaft 2010

## Auszeichnungen
- „Most Exciting Player“ der Ghana Premier League 2007/08[2]
- Bester Spieler der Junioren-Weltmeisterschaft 2009[17]
- Torschützenkönig der Junioren-Weltmeisterschaft 2009[17]
- CAF bester Jungspieler des Jahres 2009[26]